# 하늘 어머니
하늘 어머니(Heavenly Mother)는 천국에 계신 여성적인 신적인 존재를 뜻한다. 

예수 그리스도 후기성도 교회에서는 아버지 하나님이자 하늘 아버지의 배우자로 하늘 어머니를 인정한다.
하나님의교회 세계복음선교협회에서 어머니 하나님과 하늘 어머니를 인정하며, 실존 인물인 장길자를 어머니 하나님이자 하늘 어머니로 믿는다.
문선명 사후 한학자 총재의 세계평화통일가정연합에서도 하늘 어머니를 믿는다.

## 같이 보기
- 하늘 부모님